# Shivaísmo
El shivaísmo o shaivismo (en sánscrito: शैवसम्प्रदायः, romanizado: Śaivasampradāyaḥ) es una de las principales tradiciones hindúes, que rinde culto a Shivacomo Ser Supremo. Es, junto con el visnuismo, una de las principales y más populares denominaciones hindúes,e incorpora muchas subtradiciones que van desde el teísmo dualista devocional, como el Shaiva Siddhanta, hasta el no teísmo monista orientado al yoga, como el shaivismo de Cachemira.Considera tanto a los Vedas como los Agamas fuentes importantes de teología.
El shaivismo o shivaísmo se desarrolló como una amalgama de religiones y tradiciones prevédicas derivadas de las tradiciones y filosofías Shaiva Siddhanta del sur de Tamil, que se asimilaron en la tradición no védica de Shiva.En el proceso de sanscritización y la formación del hinduismo, a partir de los últimos siglos a. C., estas tradiciones pre-védicas se alinearon con la deidad védica Rudra y otras deidades védicas, incorporando las tradiciones no védicas de Shiva al redil védico-brahmánico.
Tanto el shaivismo devocional como el monista se hicieron populares en el primer milenio d. C., convirtiéndose rápidamente en la tradición religiosa dominante de muchos reinos hinduistas.Poco después llegó al sudeste asiático, donde se construyeron miles de templos shaivitas en las islas de Indonesia, Camboya y Vietnam, que coevolucionaron con el budismo en estas regiones.
La teología shaivita abarca desde que Shiva es el creador, preservador y destructor hasta que es lo mismo que el Atman (Yo) dentro de uno mismo y de todo ser vivo. Está estrechamente relacionada con el shaktismo, y algunos shaivas rinden culto tanto en templos de Shiva como de Shakti.Es la tradición hindú que más acepta la vida ascética y hace hincapié en el yoga, y al igual que otras tradiciones hindúes anima al individuo a descubrir y ser uno con Shiva en su interior. Los seguidores del shaivismo se denominan shivaístas, «shaivitas» o «saivas».

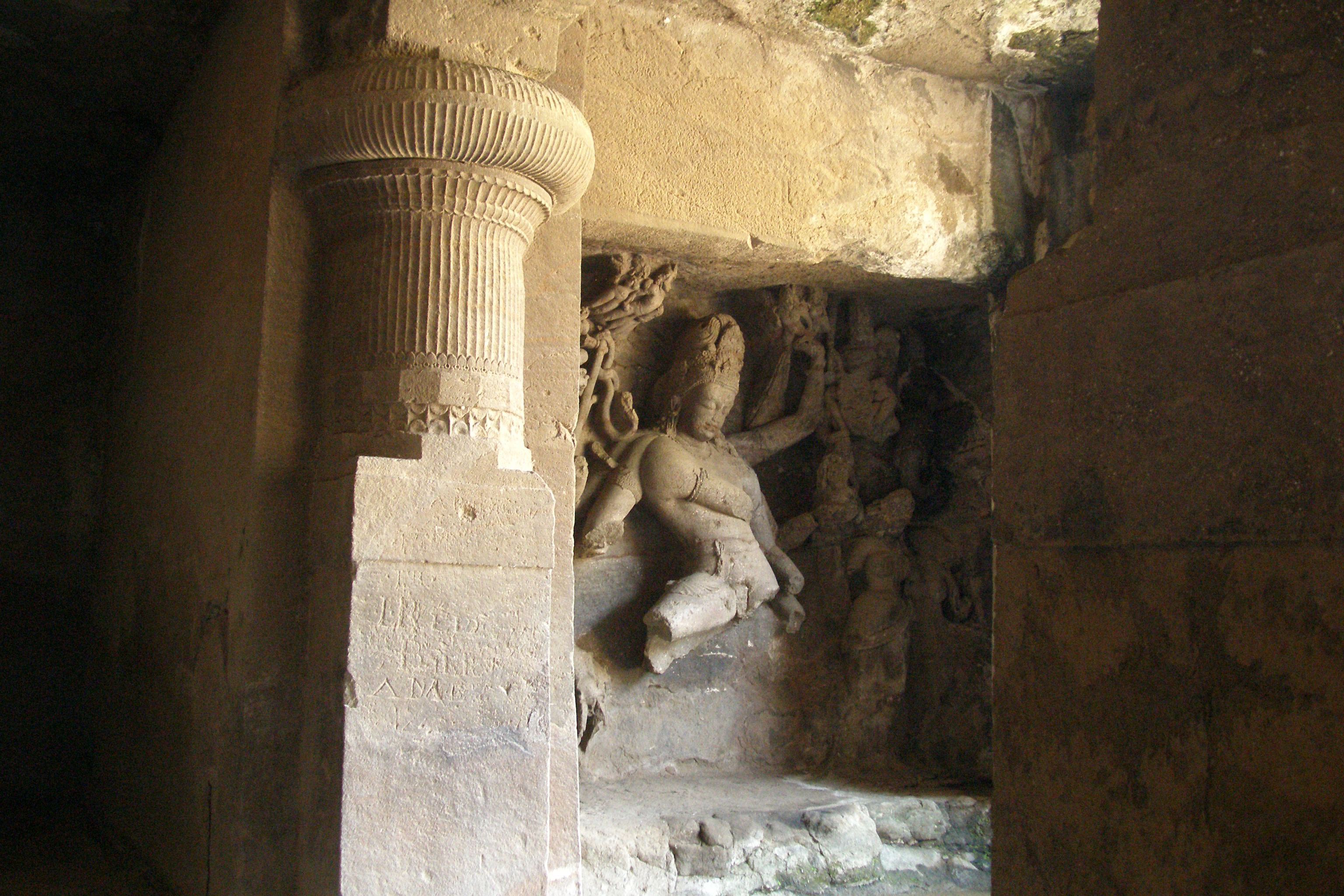
Natarash (‘el rey del baile’, forma danzante del dios Shivá) en las Grutas de Elefanta.

Shiva, el dios creador y destructor de los mundos, es mencionado en los Vedas bajo otros nombres como Rudra o Maheshwaram.

## Historia del shivaísmo
Originalmente de la India, el shivaísmo tiene adherentes por toda la India y es particularmente popular entre los tamiles (del sur de la India y de Sri Lanka) y los kannadigas (de Karnataka). Algunas tradiciones de la región atribuyen la difusión del shivaísmo en el sur de la India al famoso sabio Agastia Muni. Estas tradiciones afirman que Agastia también trajo las tradiciones védicas, y el idioma tamil.
Existen innumerables templos y sepulcros shivaístas. Muchos de los sepulcros están acompañados por murtis (estatuas sagradas) de Ganesh (en sánscrito ‘señor de los ganas’, que son las huestes de seguidores del dios Shivá), quien es el hijo de Shivá y Párvati.
Los doce yiotir-linga (falos brillantes), son los más estimados del shivaísmo.

## Doctrinas y adoración en el shivaísmo

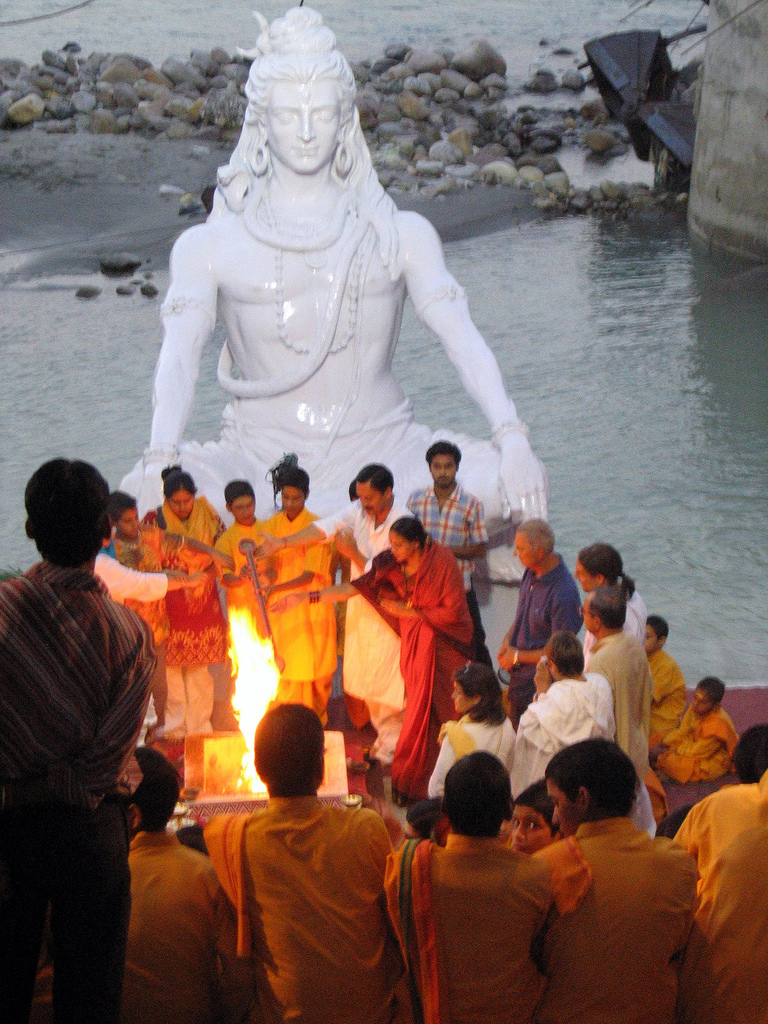
Shiva (arriba) es la deidad principal del shaivismo. Ritual en Muni ki Reti, Rishikesh.

El shivaísmo es una forma de práctica y doctrina espiritual no dual que se originó en la India. Los shivaístas creen que la creación entera es una expresión de la divinidad consciente, y no es diferente de esa divinidad que llaman Shivá. Porque él es simultáneamente el creador y destructor, Shivá es inmanente y al mismo tiempo trascendente. Como en todas las denominaciones hinduistas, el shivaísmo reconoce la existencia de muchas otras deidades, pero las consideran meras expresiones del ente supremo, Shivá. Este tipo de creencia se llama el teísmo monista: el universo es una mónada o conciencia única que se expresa de manera dualista, pero fundamentalmente, es solo uno: Shivá.
El shivaísmo es una denominación muy devocional y mística del hinduismo. Como es una religión con una perspectiva muy amplia, el shivaísmo abarca sistemas filosóficos, rituales, leyendas, misticismo y varias prácticas de yoga. Contiene tradiciones monistas y dualistas.
Los shivaístas creen que Dios trasciende una sola forma, y sus devotos frecuentemente veneran a Shivá en la forma de un lingam (falo) que simboliza al universo entero. Shivá también es venerado como la manifestación antropomórfica de Nataraja, el bailador divino que anima al universo y lo destruye cada muchos millones de años. También es Dakshina-murti (la forma que espera una recompensa espiritual); Hari-Hara, una deidad mitad Vishnú y mitad Shivá; y Vairabha, que blande el tri-śūla, un tridente de deseo, acción y sabiduría.

## Creencias del shivaísmo

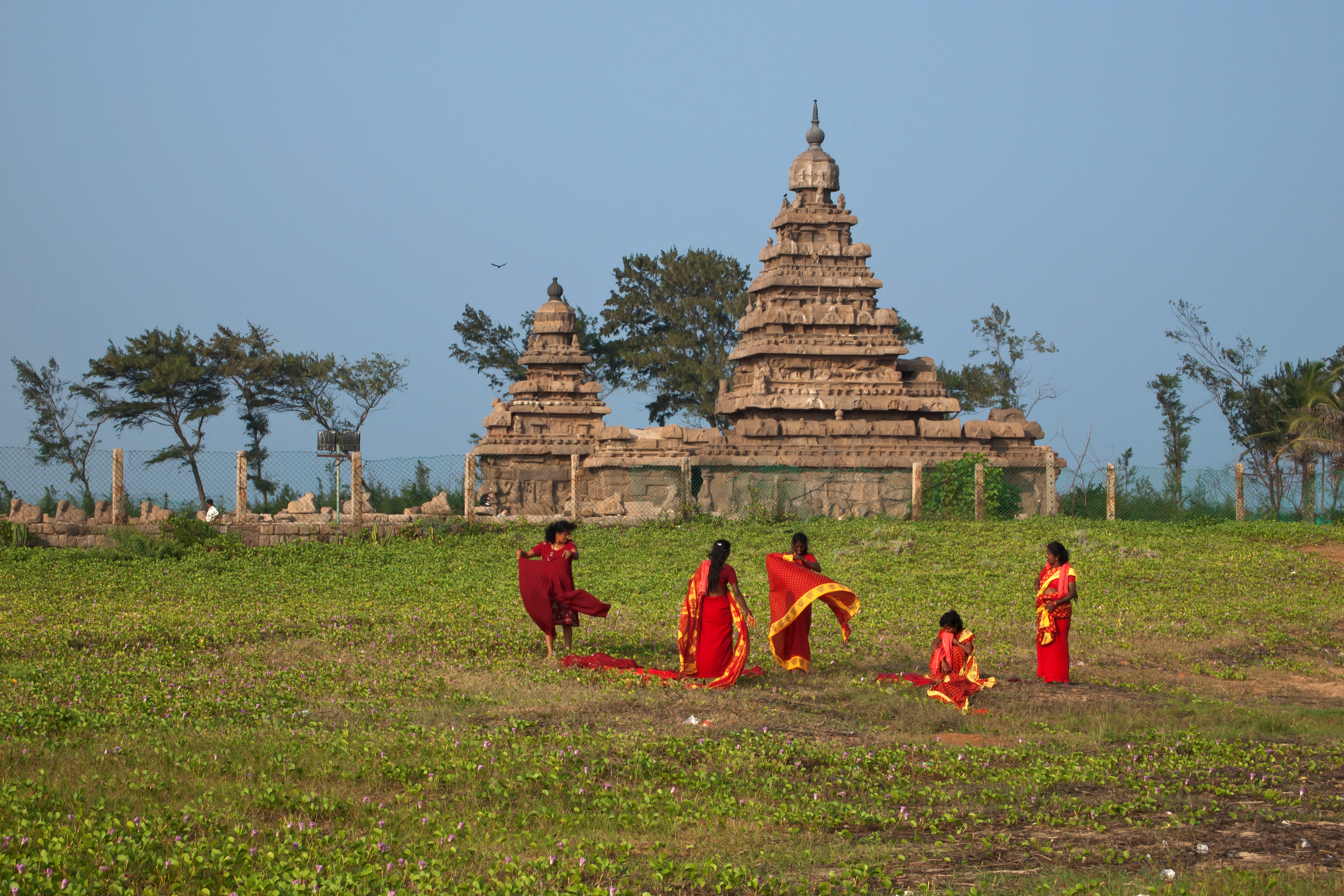
El Templo de la Orilla (Shore Temple) de Mahabalipuram, de los siglos VII-VIII, es Patrimonio de la Humanidad de la UNESCO. Cuenta con miles de esculturas relacionadas con el shaivismo.

Las características principales del shivaísmo hoy en día son:
- Shiva es el Dios supremo entre la Trimurti de dioses hinduistas (Brahmá, Visnú y Shivá).
- Se venera a Shivá en dos formas. Uno es el de lingam (falo) y el otro es en forma humana. Hay muchas variedades de la forma humana. El más importante de estos es Nataraja (la forma del bailarín) y Dakshina-murti (el profesor enseñando a los cuatro sabios acerca de la Verdad Absoluta).
- Su consorte Parvatī y sus hijos (Murugan y el ya nombrado Ganesha) también son venerados en los templos.
- Los shivaístas también veneran a Shivá en sus hogares. Tienen pequeños ídolos de piedra —a veces con forma de lingam (falo)—, llamados shalágram. Los shivaístas les ofrecen baño diario, adoración y ofrendas de comida.
- La ceniza (bhasma) sagrada, proveniente de la cremación de cadáveres, forma una parte importante de la adoración. Se baña a la deidad de Shivá en las cenizas. Luego, se distribuyen las cenizas a devotos, que con reverencia la ponen en la frente y en otras partes del cuerpo.
- Durante las adoraciones la recitación de la sílaba sagrada Om es más común que en resto del hinduismo.
- Se considera sagrado el término de cinco sílabas Om namah shivaya (‘Om, reverencias a Shivá’) y los devotos consideran un deber repetirlo muchas veces.
- Los sacerdotes hereditarios de los templos shivaístas se llaman shivá-acharia. A los brahmanes (casta sacerdotal) no se les permite adorar a la deidad dentro del altar, considerado un sanctasanctórum, que es el privilegio exclusivo de los Shivacharias. Este privilegio se pasa de padre a hijo varón.
- Chidambaram, un pueblo en Tamilnadú, es el sitio del famoso templo de Nata Rash (‘el rey de la danza’). Este lugar es considerado el más sagrado de los sepulcros shivaístas.
- El shivaísmo se mantiene en milenario conflicto con el vishnuísmo y el krisnaísmo (otros credos hinduistas). A pesar de las diferencias, el trasfondo común, tanto filosófico como mitológico, une ambas ramas constantemente, como es el caso del murti Harihara, que representa a Shiva y a Vishnu en un solo cuerpo, o del mito de Mohinī, en el que los dos dioses tienen un hijo por accidente.

La ciudad de Benarés es considerada muy sagrada por hinduistas y shivaístas. Un templo shivaísta muy reverado es el Chidambaram, en el sur de India.
Las escuelas teológicas del shivaísmo incluyen el shivaísmo de Cachemira (kasmirí śaiva), el siddhanta shivaísta (śaiva-siddhanta), y el shivaísmo virá.
Los arats Naianars (o Naianmars) del sur de India son los más responsables por el desarrollo del shivaísmo en la Edad Media.

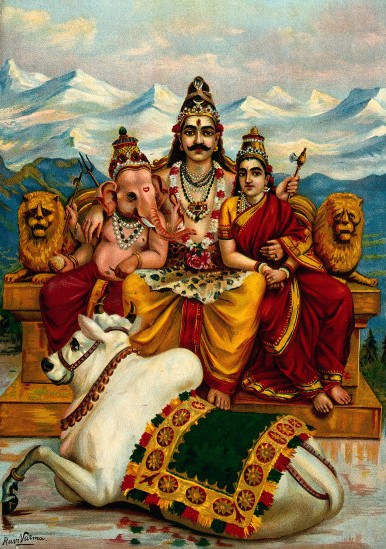
Shiva (centro) es el ser supremo del shaivismo, acompañado de su hijo Ganesha (izquierda) y su consorte Parvati (derecha). Pintura de Raja Ravi Varma.

## Textos shivaístas
Ciertas partes de las escrituras védicas se dedican a glorificar a Shivá como superior a los demás dioses:
- Shivá-purana: el principal de los seis Puranas (entre los 18 principales) que alaba a Śivá. Posee 12 samjitá: 
  - Vighesha
  - Rudra
  - Vinaiaka
  - Bhauma
  - Matrika
  - Rudraikadasha (o Rudra-eka-dasha, once Rudras)
  - Kailasa
  - Shata-rudra (cien Rudras)
  - Koti-rudra (mil Rudras)
  - Sahasra-koti-rudra (mil millones de Rudras)
  - Vaiavíia
  - Dharma.
- Linga-purana: Shivá, presente en el Agni-Linga (el falo de fuego), presenta un relato sobre la creación, y sobre sus propias encarnaciones, como opuesto a Vishnú.
- Skanda-purana: probablemente el más largo de todos. Es un vasto depósito de parábolas, leyendas e historias, con múltiples versiones y recensiones. Muchas citas al Purana se atribuyen a este texto.[18] Consiste en varios khandas (capítulos), el más celebrado de los cuales es el Kashi-khanda, que glorifica los templos shivaístas de la ciudad de Kashi (Benarés), la ciudad tradicionalmente dedicada a la adoración de Shivá.
- Rudra-purana y
- Chamaka-purana.

- Otros textos:
  - Shiva-sutras: una colección de setenta y siete aforismos que forman parte de los textos fundamentales de la tradición mística del Shivaísmo de Cachemira.

- - Unos textos llamados Agama delinean la arquitectura, el diseño, la ubicación de los varios ídolos de Shivá y los métodos de veneración en los muchos templos de la región de Tamil Nadú, que son dedicados a Shivá.[19] No se permite ninguna desviación de lo que prescriben estos libros. Estos textos canónicos existen en sánscrito[20] y en lenguas del sur de la India como el Tamil.[21]

- - El Thevaram contiene los himnos cantados por los principales tres gurús del shivaísmo (que forman parte de los 63 Naianmars, devotos incondicionales de Shivá): Thirugnana Sambandar, Thirunavukkarasar y SundaraMurti.
  - El Thiru-vachakam fue escrito por Manika Vachakar, el cuarto gurú principal del shivaísmo.

Estos libros son venerados y recitados por los devotos.
En los Vedas hay un himno, el Sri Rudram, dedicado al dios Rudra, que en el posterior hinduismo fue considerado el propio Shivá.
Muchos creen que el autor sánscrito más importante de la religión shivaísta fue Abhinava Gupta, de Srinagar (Cachemira), que trabajó en el siglo XI d. C. También es destacable el filósofo ācārya Shankara, que aunque pertenecía a la escuela impersonalista del vedanta advaita, era un gran devoto de Shiva, lo cual demostró escribiendo textos de bhakti (o devocionales) como el Śivānanda-lahari.

### Shiva Upanishads
De entre unas 150 a 200 Upanishad, la Muktika-upanishad enumera 108 como principales. Entre ellas, 14 se relacionan con el sivaísmo.
La siguiente lista las presenta, con uno de los cuatro Vedas que les corresponde:
1. Aksha-malika-upanishad o Malika-upanishad (del Rig-veda).
2. Átharva-shikha-upanishad (del Átharva-veda).
3. Bhasma-upanishad (del Átharva-veda).
4. Brijad-yabala-upanishad (del Átharva-veda).

1. Ganapati-upanishad (del Átharva-veda).
2. Kaivalia-upanishad (del Iáyur-veda negro).
3. Kala-agni-rudra-upanishad (del Iáyur-veda negro).
4. Pancha-brahma-upanishad (del Iáyur-veda negro).
5. Rudra-aksha-upanishad (del Sama-veda).
6. Rudra-jridaia-upanishad (del Iáyur-veda negro).
7. Sharabha-upanishad (del Átharva-veda).
8. Shira-upanishad (del Átharva-veda).
9. Yabala-upanishad (del Sama-veda).

## Templos
Los Shaiva Puranas, Agamas y otra literatura regional se refieren a los templos con diversos términos como Mandir, Shivayatana, Shivalaya, Shambhunatha, Jyotirlingam, Shristhala, Chattraka, Bhavaggana, Bhuvaneshvara, Goputika, Harayatana, Kailasha, Mahadevagriha, Saudhala y otros..